# Regent's Park
El Regent's Park (oficialmente The Regent's Park) es uno de los parques reales de Londres. Está en la zona norte del centro de la ciudad, parte en la Ciudad de Westminster y parte en el municipio de Camden. Fue diseñado por el arquitecto británico John Nash.

## Descripción

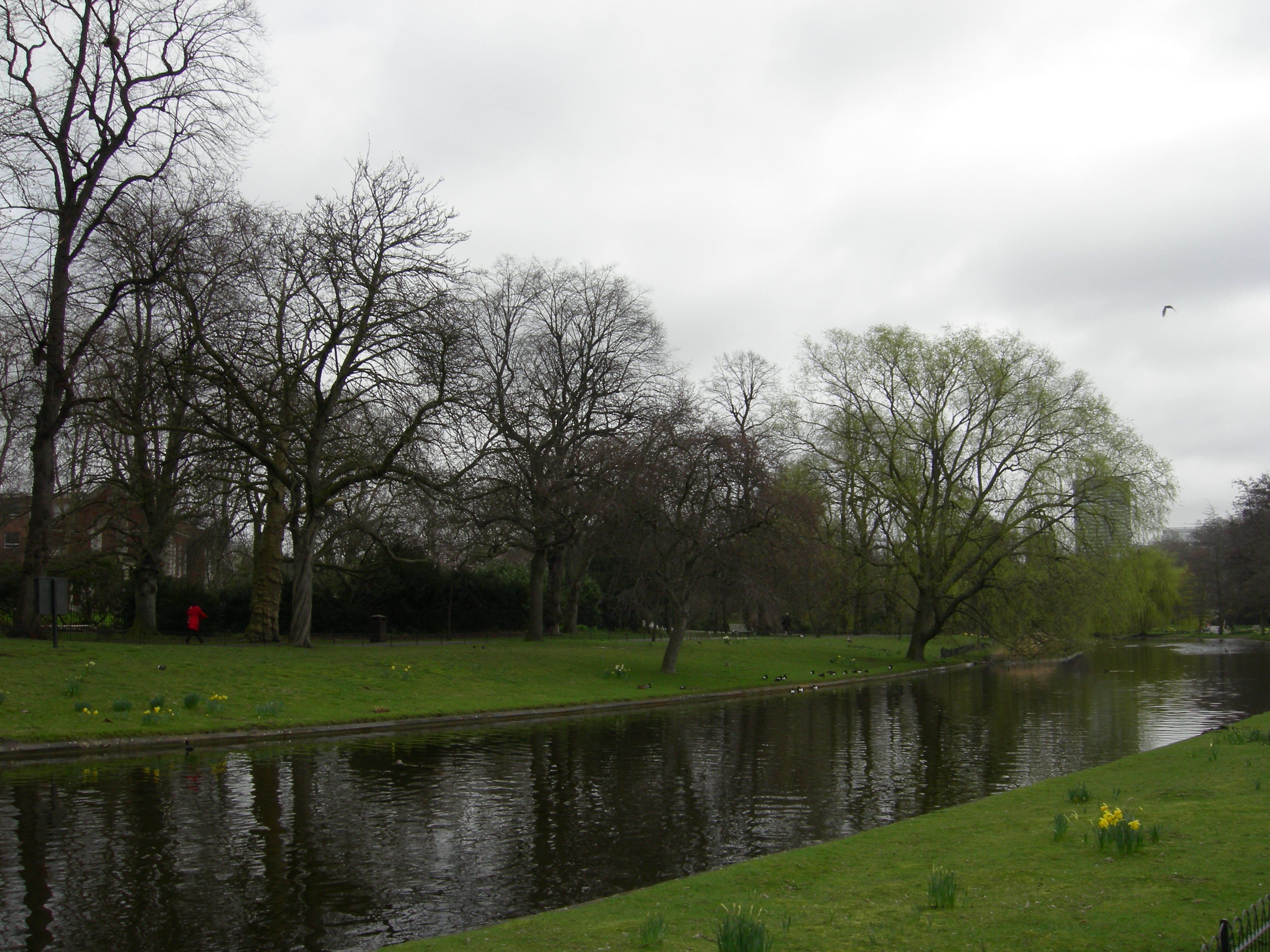
Riachuelo de Regent's Park

El parque tiene una ronda exterior llamada el Outer Circle (4,3 km) y una ronda interior llamada el Inner Circle, que rodea el área más cuidada del parque, Queen Mary's Gardens. Aparte de dos ramales de enlace entre estas dos, el parque está reservado para peatones. Los lados sur, este y gran parte del oeste están rodeados de elegantes hileras de casas adosadas blancas diseñadas por John Nash. En el límite norte se encuentra el Regent's Canal que conecta el Grand Unicon Canal con los London Docks, el antiguo puerto de Londres.

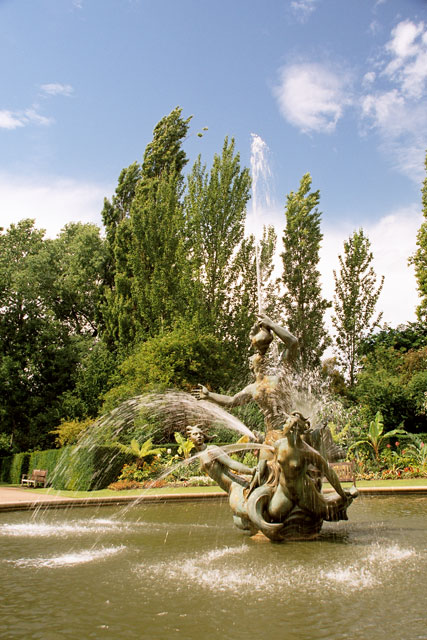
La fuente de Tritón, en Queen Mary's Gardens

El parque, de 2 km², está compuesto principalmente por zonas verdes abiertas en las que se encuentra una amplia gama de instalaciones y servicios de tiempo libre incluyendo jardines, un lago con aves acuáticas y un área para botes, campos de deporte y zonas infantiles. El extremo nordeste del parque alberga el London Zoo, el parque zoológico más antiguo del mundo. Regent's Park dispone también de jardines florales y botánicos entre los que destacan los Queen Mary's Gardens, dentro del Inner Circle, donde también se encuentra el Open Air Theatre. Por otra parte, en el parque también se encuentran la London Central Mosque, conocida también como la mezquita de Regent's Park, y la Winfield House, residencia oficial del embajador de Estados Unidos en el Reino Unido y el Regent's College, que alberga distintas instituciones de educación superior.
Dentro de Regent's Park se ubica el zoológico de Londres, donde viven especies de animales de todo el mundo. Además, en el parque hay numerosos ejemplares de flores y plantas.

## Historia

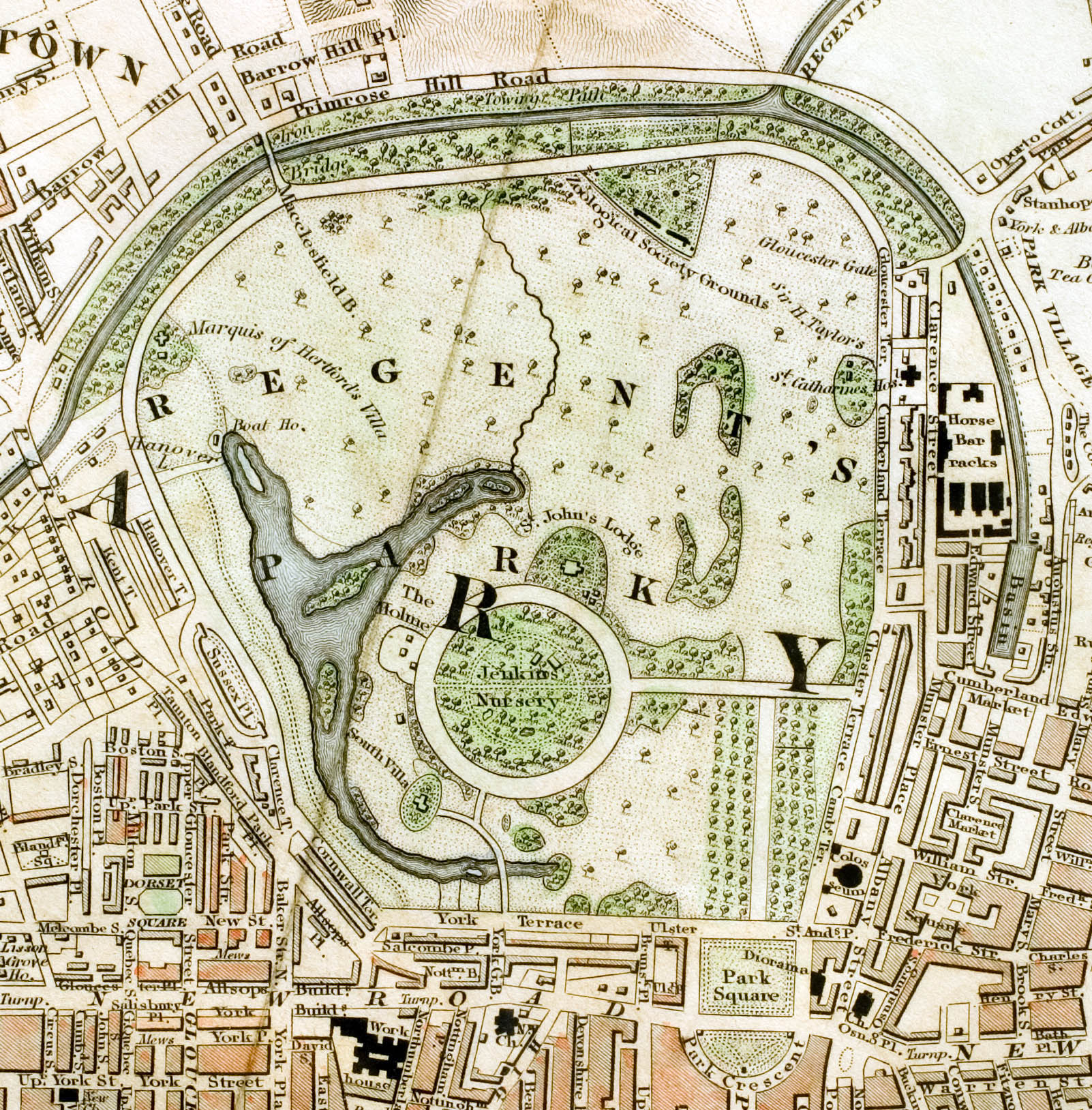
Regent's Park h.1833

En la Edad Media la tierra formaba parte del señorío de Tyburn, la propiedad de la abadía de Barking. Al disolverse los monasterios, Enrique VIII se apropió del terreno, y desde entonces ha sido propiedad de la Corona inglesa, excepto durante el período de la Mancomunidad, entre 1649 y 1660. Fue apartado como un parque de caza, conocido como Marylebone Park, hasta 1649. Fue entonces arrendado en pequeñas parcelas para cosechar paja y producir leche.
Cuando los arrendamientos se extinguieron en 1811 el Príncipe Regente (más tarde rey Jorge IV) encargó al arquitecto John Nash que crease un plan maestro para la zona. Nash originalmente pensó en un palacio para el Príncipe y una serie de grandes villas independientes para sus amigos, pero cuando esto se puso en funcionamiento a partir del año 1818, la idea del palacio y la mayor parte de las villas se abandonó. Sin embargo, la mayor parte de las casas en adosadas propuestas en los alrededores del parque sí que se construyeron. Nash no terminó todos los diseños él mismo; en algún caso, se dejó en manos de otros arquitectos como el joven Decimus Burton. El proyecto del Parque del Regente se integró con otros construidos para el príncipe Regente por Nash, incluyendo Regent Street y Carlton House Terrace en una gran oleada de planeamiento urbanístico que iría desde St. James’s Park hasta Parliament Hill. 
El parque se abrió al público en general en 1835, inicialmente para dos días a la semana. El diario de 1831 de William Copeland Astbury describe en detalle sus paseos diarios por el parque y a su alrededor, con referencia al zoo, el canal, y las calles que lo rodeaban, así como algunos aspectos de la vida cotidiana de la zona.
El 15 de enero de 1867, cuarenta personas murieron cuando la capa de hielo sobre el lago de las barcas se rompió y alrededor de 200 personas cayeron al agua. El lago posteriormente se drenó y su profundidad se redujo a cuatro pies antes de volver a abrirse al público.
Los Queen Mary's Gardens ("Jardines de la reina María") en el Inner Circle se crearon en los años 1930, haciendo asequible esa parte del parque para uso del público en general por vez primera. El lugar, originalmente, solía usarse como vivero y más tarde se había alquilado a la Real Sociedad Botánica.
En 1982 estalló una bomba del IRA en el quiosco de música, matando a siete soldados.
El campo de juegos, que habían sido realizados de nuevo con un drenaje inadecuado después de la Segunda Guerra Mundial, se remodelaron entre 2002 y 2004, y en 2005 se construyó un nuevo pabellón deportivo.
El 7 de julio de 2006 el Parque celebró un evento para que la gente recordara los atentados del 7 de julio de 2005. Miembros del público colocaron teselas sobre siete pétalos de púrpura. Más tarde, familias afectadas colocaron teselas amarillas en el centro, para finalizar el mosaico.